# کلوگر
کلوگر (به انگلیسی: Clogher) یک روستا در بریتانیا است که در شهرستان تایرون واقع شده‌است. کلوگر ۳۰۸ نفر جمعیت دارد.